# Batalla de Saint-Fulgent (1793)
La primera batalla de Saint-Fulgent va tenir lloc el 22 de setembre de 1793 durant la revolta de La Vendée. Acaba amb la victòria dels Vendeans que recuperen la ciutat de Saint-Fulgent als republicans.

## Preludi
Després de la seva victòria a Montaigu, les forces de la Vendée de Lescure i Charette, d'acord amb el pla elaborat pel generalíssim d'Elbée, han de marxar cap a Clisson per prendre l'exèrcit de Magúncia en pinces amb les forces de Bonchamps i Lyrot. Tanmateix, Lescure i Charette no van seguir el pla previst i van decidir atacar la guarnició de Saint-Fulgent. No s'aclareix l'origen d'aquesta decisió i els seus motius: a les seves memòries l'oficial reialista Bertrand Poirier de Beauvais creu que la idea prové de Lescure, mentre que altres autors l'atribueixen a Charette.
Des del 14 de setembre, la ciutat de Saint-Fulgent és controlada per un cos de l'Exèrcit de les costes de La Rochelle comandat pel general Jean Quirin de Mieszkowski. El 16 de setembre, fins i tot abans de la derrota de les seves tropes a la batalla de Coron i la batalla de Pont-Barré, el general Rossignol, comandant en cap de l'exèrcit a les costes de La Rochelle, va ordenar al general Chalbos, aleshores a Chantonnay, retrocedir en Luçon. El dia 17, Chalbos va enviar un missatger a Mieszkowski per avisar-lo d'aquest moviment, tanmateix el seu despatx no li va arribar fins al 20. l'Exèrcit de Magúncia i que es troba a Clisson, per demanar-li consell i ordres. El dia 21, Canclaux, informat de la derrota de Beysser a Montaigu, va enviar l'ordre a Mieszkowski de batres en retirada, però el despatx, portat per l'ajudant general Dufour, no li va arribar, tots els camins estaven tallats pels soldats vendeans.

## Forces presents
El cos de Mieszkowski era de 4.000 homes segons Lucas de La Championnière, 4.500 segons Émile Gabory, 5.000 segons Yves Gras i 6.000 segons Le Bouvier-Desmortiers i la marquesa de La Rochejaquelein. Segons Charles-Louis Chassin, Mieszkowski només va comandar 3.000 homes durant la batalla. Aquesta xifra també la rep l'historiador Lionel Dumarcet. La cavalleria està formada per brigades de gendarmeria nacional dels departaments de Vendée, Vienne, Charente-Inférieure i Dordogne, sota el comandament del capità Mauflastre. Entre les tropes d'infanteria hi ha el 5è batalló de voluntaris de Charente, comandat per Reboul.
Els Vendeans són uns 20.000 segons Chassin.

## Desenvolupament
El 22 de setembre, els Vendeans van arribar davant de Saint-Fulgent al capvespre1. La lluita comença amb un duel d'artilleria. Llavors la infanteria es dedica a l'extinció del foc, però es porta a terme amb gran confusió a causa de la foscor. Diversos vendeans resulten ferits per foc amic. No obstant això, els atacants, en superioritat numèrica, van embolcallant el poble a poc a poc empenyent amb crits forts que sembren confusió entre els defensors. Després de sis hores de combat, Mieszkowski va evacuar Saint-Fulgent, però els republicans van ser avançats i derrotats per la cavalleria de Vendée.
Segons certs autors reialistes, com Victoire de Donnissan de La Rochejaquelein i Adophe de Brem, les tropes de Charles de Royrand van intervenir i van participar en la persecució1. Però d'altres, com Le Bouvier-Desmortiers i Bittard des Portes, contesten aquest relat. Per a l'historiador Lionel Dumarcet: "és molt difícil de respondre".
Els republicans van retrocedir sobre Chantonnay i van ser perseguits fins a Quatre-chemins, a l'Oie. Després arriben a Fontenay-le-Comte, després tornen a Les Sables-d'Olonne per Luçon.

## Pèrdues
Després de la lluita, la columna de Mieszkowski només compta amb 2.000 homes, contra 3.000 abans de la batalla. Segons les memòries [A 1] de l'oficial reialista Bertrand Poirier de Beauvais, els Vendeans van fer prop de 700 presoners.
Els Vendeans es van apoderar de diverses armes: 20 canons segons Bittard des Portes, 16 segons Le Bouvier-Desmortiers i sis segons Poirier de Beauvais, un nombre també conservat pels historiadors Lionel Dumarcet i Émile Gabory. Segons Poirier de Beauvais i la marquesa Victoire de Donnissan de La Rochejaquelein [A 2], els presoners i el botí foren retornats a Mortagne. A les seves memòries [A 3], l'oficial reialista Pierre-Suzanne Lucas de La Championnière també informa que els vendeans es van apoderar d'un immens botí, en particular amb nombroses peces de canons i tot el bagatge de l'exèrcit republicà, però que la divisió és en avantatge de el Gran Exèrcit i que Charette només rep uns quants canons.

## Conseqüències
L'atac a Saint-Fulgent, però, resulta ser un greu error estratègic per part de Lescure i Charette, perquè el mateix dia les forces d'Elbée, Bonchamps i Lyrot ataquen soles l'exèrcit de Magúncia pel costat de Clisson i són rebutjats a la batalla de Pallet. Aleshores, el general Canclaux pot retirar-se en bon ordre a Nantes per preparar una nova ofensiva. Charette se separa de Lescure i marxa a Les Herbiers on roman inactiu cinc dies. Els exèrcits de Bas-Poitou i del Pays de Retz també van experimentar la deserció de certs oficials, que, considerant "els altres exèrcits més valents", s'incorporaren al Gran Exèrcit.